# Höfling
Als Höfling, Hofdame, Hofmann oder Kurtisane bzw. Kurtisan (lat. curtiens) bezeichnet man eine meist adlige Person der höfischen Gesellschaft der Vormoderne, die also im mittelalterlichen oder frühneuzeitlichen Hofstaat eines monarchischen Herrschers auf Dauer anwesend war und oft bestimmte Funktionen oder Ämter ausübte. Ursprünglich bildete der Hof das Machtzentrum der Regierung und war der Regierungssitz des Monarchen, weshalb den Höflingen auch politische Funktionen zukommen konnten.
Einen weiblichen Höfling nannte man Hofdame oder Kurtisane, wobei sich Letzteres später auf die Bezeichnung für die Geliebte eines Fürsten verengt hat (siehe auch Mätresse).
Die Höflinge befanden sich in einer ständigen Konkurrenz um die Gunst des Monarchen (siehe Günstling) und dadurch in ständiger Beobachtung, was Norbert Elias in seiner klassischen Untersuchung der höfischen Gesellschaft herausgestellt hat (Königsmechanismus). Diese Situation sorgte für besonders strenge Anforderungen an äußerlich sichtbare Formen, Handlungen und Sprechweisen, was in der Hofkritik häufig zum Vorwurf der Unaufrichtigkeit und Verstellung geführt hat.
Die Verhaltensmerkmale, die ein Höfling idealerweise aufzuweisen hatte, wurden im Laufe der Zeit immer stärker verfeinert und standardisiert. Eine europaweit wirksame Schrift, die dieses Ideal erstmals weithin verbindlich zu einem Habitus-Muster zusammenfasste, war Il Libro del Cortegiano, das Buch vom Hofmann Baldassare Castigliones (gedruckt 1528).

## Belege
1. 1 2  Lexikon Eintrag Kurtisane. In: Wissen.de. Abgerufen im Februar 2021
2. ↑  Siehe etwa Mark Hengerer: Macht durch Gunst? Zur Relevanz von Zuschreibungen am frühneuzeitlichen Hof. In: Václav Bůžek, Pavel Král (Hrsg.): Šlechta v habsburské monarchii a císaršký dvůr (1526–1749) (= Opera historica. Bd. 10). Editio Universitatis Bohemiae Meridionalis, České Budějovice 2003, S. 67–100 (PDF).
3. ↑  Ronald G. Asch: Der Höfling als Heuchler? Unaufrichtigkeit, Konversationsgemeinschaft und Freundschaft am frühneuzeitlichen Hof. In: Wolfgang Reinhard: Krumme Touren. Anthropologie kommunikativer Umwege (= Veröffentlichungen des Instituts für Historische Anthropologie. Bd. 10). Böhlau, Wien / Köln / Weimar 2007, ISBN 978-3-205-77572-0, S. 183–203 (Vorschau).